# Onara
Onara è l'unica frazione del comune italiano di Tombolo, in provincia di Padova.

## Origini del nome
Citato per la prima volta come Aunario nel 972, il toponimo riflette il termine dialettale con cui si indica l'ontano (dal latino alnus).

## Storia
Onara riveste una notevole importanza storica in quanto ospitò in passato un fortilizio che fu uno dei centri dei da Romano, non a caso detti anche da Onara. Secondo la tradizione, la famiglia divenne feudataria del castello all'inizio dell'XI secolo, ma è certo che la costruzione vada collocata ben prima, forse in epoca romana.
Come l'altro castello della casata a Romano d'Ezzelino, Onara si trovava in posizione strategica, in un'area dove convergevano, spesso in modo poco chiaro, i confini dei Comuni di Vicenza, Padova e Treviso, nonché a metà strada tra i più recenti centri fortificati di Cittadella e Camposampiero.
Sembra che sul luogo del castello sia stata in seguito costruita l'odierna villa Giusti.

## Monumenti e luoghi d'interesse

### Parrocchiale di San Biagio
Il primo riferimento alla chiesa di Onara è contenuto nella decima papale del 1297, quando era ancora intitolata a san Vigilio e apparteneva alla diocesi di Vicenza; non si sa quando fu dedicata a san Biagio. Nel 1818 seguì le sorti delle altre parrocchie cittadellesi e passò alla diocesi di Padova cui appartiene tuttora.
L'edificio ebbe il titolo di arcipretale nel 1742. Nel 1781 si ha notizia di una consacrazione seguita a una ricostruzione. Nel 1893 subì il restauro della facciata e nel 1910 fu ampliata. Il campanile attuale, in stile neogotico, è del 1900.
Nel transetto sinistro è esposta una pregevole pala con il Noli me tangere, firmata da Jacopo Bassano e datata 1546.

### Oratorio di Santa Margherita
Sorge alla fine di via degli Ezzelini, presso uno degli accessi alla palude.
Si tratta di un piccolo edificio sacro di epoca medievale, forse parte del complesso del castello ezzeliniano. Recenti restauri hanno messo in luce i suoi elementi originari, nascosti da rifacimenti più recenti: la pavimentazione, il livello del tetto, la struttura muraria della facciata e della parete di mezzogiorno (da cui sono state riaperte due finestrelle a strombo risalenti al XII secolo).
Negli interni, sotto strati di intonaco successivi, sono comparsi resti di affreschi collocabili tra i secoli XII e XVII. Spicca, in particolare, una figura identificata con San Giovanni Battista, dipinta nel Cinquecento e attribuibile alla scuola dello Squarcione; ne nasconde un altro precedente, contemporaneo alla fondazione dell'oratorio. Sulla parete di mezzogiorno è riemersa una croce racchiusa in un cerchio, risalente allo strato più antico. Nello stesso muro è stata riaperta una nicchia dove si colloca una terracotta, anch'essa collocabile al tempo della costruzione della chiesa, dove sino a tempi recenti le donne incinte vi appoggiavano la mano come segno votivo.
Sino a qualche decennio fa, nella piccola sagrestia, era esposta una tela con Santa Margherita che calpesta un drago, oggi recuperata e posta in un quadro.
L'oratorio si trovava al centro del vecchio cimitero e sino al secondo dopoguerra era circondato da un muro perimetrale; fu demolito su concessione del Comune per ricostruire una casa di via Campolongo andata a fuoco.

### Parco della Palude di Onara
Si estende a sudovest dell'abitato, lungo le rive del fiume Tergola.
Si tratta di un'area umida che nel 1994 il Consiglio Comunale ha dichiarato "Riserva Naturale Regionale di Interesse Locale". Nel 2000 è stata inserita dal Ministero dell'Ambiente nell'elenco dei siti di importanza comunitaria e delle zone di protezione speciale. 
In questa località l'abbassamento dei suoli ghiaioso-sabbiosi che caratterizzano la pianura veneta ha portato all'emersione di numerose polle di risorgiva. Poiché l'acqua non supera mai i 14 °C nemmeno d'estate, la palude ospita una flora tipica di latitudini e altitudini maggiori; per questo viene definita come un "relitto glaciale", testimonianza di un ambiente di pianura tipico dell'era delle glaciazioni.

### Villa Giusti
Situata poco più a nord della chiesa, fu costruita nel XVI secolo dalla famiglia Cittadella, sul sito dell'antico castello ezzeliniano. Nel 1616 il doge Giovanni Bembo concesse ai Cittadella il titolo comitale, con giurisdizione sulle loro proprietà di Onara e Bolzonella.
Diversi documenti attestano le proprietà dei Cittadella in paese, citando prima una «teza e casa con colombara de muro con orto e brolo» (1577), poi una «casa da stazio con teza, colombara, tutto de muro con sue habentie, orto, cortivo e broletto di campi 30» (1615), infine una «casa dominicale con barchesse, granari, cantine, gastaldia, orto e brolo e altro» (1797). L'attuale complesso è il risultato della ristrutturazione e dell'ampliamento di una di queste ville.
Il palazzo originario aveva la tipica organizzazione tripartita, con finestre archivoltate al piano nobile e finestre architravate alle soffitte; era affiancata da una barchessa per lato. Resta solo la barchessa di destra, con sei fornici ed archi a sesto pieno e lesene addossate ai pilastri; benché rialzata di un piano, conserva l'antica cornice di gronda poggiante sui capitelli. La casa padronale è stata profondamente ristrutturata dandole l'aspetto di un castello medievale: sono state aggiunte due torrette laterali e gli spigoli sono stati rafforzati da conci a bugne sovrapposte; anche la forometria è stata completamente modificata. I cambiamenti hanno coinvolto pure le adiacenze, in particolare la torre colombara. Agli stessi interventi risalgono i due ingressi monumentali oltre il fossato che circonda il parco.
La villa è completata dall'oratorio di Santa Caterina, datato 1784.
Oggi proprietà dell'imprenditore Ivo Antonino Pilotto, da una ventina d'anni è sostanzialmente abbandonata.